# Католическая церковь и ВИЧ/СПИД
Католическая церковь является поставщиком медицинской помощи больным ВИЧ и СПИДом. Большая часть её работы проходит в развивающихся странах, хотя она также ведётся в развитых странах. Отрицание необходимости использования презервативов, несмотря на их эффективность в предотвращении распространения ВИЧ, вызвала критику со стороны чиновников общественного здравоохранения и активистов по борьбе со СПИДом.

## Отношение Католической церкви к презервативам
Католическая церковь запрещает использование презервативов. Она считает, что целомудрие должно быть основным средством предотвращения передачи ВИЧ. Позиция Церкви была подвергнута критике как нереалистичная, неэффективная, безответственная и аморальная некоторыми чиновниками общественного здравоохранения и активистами борьбы со СПИДом. ВОЗ отмечает, что презервативы полностью предотвращают распространение ВИЧ.
Использование презервативов специально для предотвращения распространения СПИДа вызвало споры католических богословов. Папа Бенедикт XVI отметил, что когда мужчина-проститутка использует презерватив "с намерением снизить риск заражения, это может быть первым шагом в движении к другому, более человечному образу сексуальной жизни". Он сказал, что забота о других, вызванная этим действием, достойна похвалы, но не означает, что проституция или презервативы сами по себе хороши.

## Медицинская помощь больным СПИДом
Католическая церковь, насчитывающая более 117 000 медицинских центров, является крупнейшим частным поставщиком услуг по лечению ВИЧ и СПИДа. Несмотря на запрет использования презервативов, организации, связанные с Католической церковью, обеспечивают более 25% всего лечения, ухода и поддержки ВИЧ-положительным во всем мире, при этом 12% приходится на католические церковные организации, а 13% — на католические неправительственные организации.
По данным Ватикана, поставщики медицинской помощи включают 5000 больниц, 18 000 амбулаторий и 9 000 детских домов, расположенных как в сельской местности, так и в городах. Большая часть усилий Церкви по оказанию помощи сосредоточена в развивающихся странах – в Африке, Азии и Латинской Америке. Католические медицинские центры лечат уже инфицированных и прилагают усилия для предотвращения распространения болезни. Католические больницы были одними из первых, кто начал лечить пациентов с СПИДом в начале 1980-х годов.

## Конференции по СПИДу в Ватикане
В 1989 году Ватикан провел конференцию по СПИДу. В трёхдневном мероприятии приняли участие более 1000 делегатов, включая церковных лидеров и исследователей СПИДа, из 85 стран. В неё вошли Роберт Галло, один из первооткрывателей ВИЧ, лауреаты Нобелевской премии, теологи, администраторы больниц и психологи.
На открытии конференции кардинал Джон О'Коннор призвал относиться к людям, страдающим ВИЧ и СПИДом, с уважением, а не как к опасности для общественного здоровья, изгоям, которых необходимо избегать и оставлять умирать. По его словам, это касалось и тех заключенных, которых часто сажали в одиночную камеру до самой смерти. О'Коннор также повторил свое несогласие с презервативами как методом предотвращения передачи ВИЧ.
На закрытии конференции Иоанн Павел II призвал к разработке глобального плана борьбы со СПИДом и пообещал полную поддержку Католической церкви тем, кто борется с заболеванием. По его словам, это имеет основополагающее значение для миссии церкви. Он сказал, что церковь призвана как помогать предотвращать распространение болезни, так и заботиться о тех, кто ею заражен.
В 2000 и 2011 годах в Ватикане также проводились конференции по СПИДу. Активисты и учёные возлагали большие надежды на признание церковью значимости презервативов в борьбе с ВИЧ, однако этого не произошло.

## Священники, больные СПИДом
В 1980-х годах разные епархии США по-разному реагировали на священников, страдающих СПИДом. Некоторые проявляли сострадание, в то время как другие подвергали инфицированных остракизму. В то время не существовало национальной политики в отношении того, как обращаться со священниками, больными СПИДом, но представитель епископской конференции сказал, что церковь не должна карать их, а должна предоставлять им такую же заботу и поддержку, как и любому другому больному человеку. В 1998 году были данные, что к подавляющему большинству священникам, больным СПИДом, относились достойно и оказывали необходимую медицинскую помощь. В 2005 году, большинство епархий предлагало медицинское обслуживание и жильё священникам, больным СПИДом, до самой их смерти. На данный момент не существует глобальной политики в отношении того, как обращаться со священниками, больными СПИДом.
К 1987 году по меньшей мере 12 из 57 000 священников в Соединенных Штатах умерли от СПИДа. К 2001 году от СПИДа умерло более 300 священников. В 2000 году газета Kansas City Star опубликовала отчёт из трёх частей, в котором утверждалось, что среди священников случаи СПИД распространены в четыре раза больше, чем среди общей популяции. Отчёт получил широкое освещение в средствах массовой информации, но исследование подверглось критике как нерепрезентативное и имеющее "небольшую, если таковая вообще имеется, реальную ценность". Общее число священников, заболевших СПИДом или умерших от него, неизвестно, отчасти из-за их желания сохранить свои диагнозы в тайне.
Многие священники заразились этой болезнью, занимаясь сексом с другими мужчинами. Есть случаи заражения священников во время работы миссионерами в частях мира с плохими санитарными практиками и системами. Ранее в семинарии не преподавалось сексуальное образование. Это было, по словам вспомогательного епископа Томаса Гамблтона, "неудачей со стороны церкви", которая привела к тому, что священники относились к своей сексуальности нездоровым образом. Отчёт 1972 года показал, что подавляющее большинство священников не имели здоровой сексуальной идентичности и были психологически недоразвиты. Многие епархии и религиозные ордена теперь требуют, чтобы кандидаты принимали тест на ВИЧ перед поступлением в семинарию.
Одним из первых священников, получивших широкое внимание из-за своего статуса больного СПИДом, был Майкл Р. Питерсон. За месяц до своей смерти Питерсон и епископ Джеймс Хикки разослалии письма во все епархии в Соединенных Штатах. Питерсон сказал, что, заявив об этом, он надеялся обрести сострадание и понимание к себе и другим больным СПИДом. Хики отметил, что диагноз Питерсона был призывом проявить сострадание к другим людям, имеющим это заболевание.